# خورخي غونزاليس (لاعب كرة قدم)
خورخي غونزاليس (بالإسبانية: Yordi)‏ (و. 1975  م) هو لاعب كرة قدم، من إسبانيا، ولد في سان فرناندو، قادس، يلعب كمهاجم.

## روابط خارجية
- خورخي غونزاليس على موقع قاعدة بيانات كرة القدم.إي يو (الإنجليزية)
- خورخي غونزاليس على موقع Soccerbase.com (لاعب) (الإنجليزية)
- خورخي غونزاليس على موقع Soccerway.com (الإنجليزية)
- خورخي غونزاليس على موقع عالم كرة القدم.نت (الإنجليزية)